# Étienne Martin (maire de Marseille)
Pour les articles homonymes, voir Étienne Martin (homonymie) et Martin.
Étienne Rose Martin, dit « Le Juste », né à Marseille le 14 février 1745, décédé dans la même ville le 6 juillet 1834, est un négociant et homme politique français, maire de Marseille et député.

## Biographie
Étienne Martin est le fils du négociant Joseph François Martin et d'Anne Élisabeth Escalon (fille d'un échevin de Marseille). Il épouse sa cousine germaine, Élisabeth Claire Pauline Escalon, fille de François Escalon, courtier royal héréditaire, et de Marie Magdeleine Dou. Leur fille épouse Louis-Rodolphe Riboud.

### Parcours professionnel
Négociant, il fait partie de l'aristocratie du tiers état de la ville.

### Parcours politique

#### Représentant du Tiers-état
Le parcours politique d'Etienne Martin commence en mars 1789. Lors de l'élection des représentants du tiers état de Marseille en vue des États généraux de 1789, Étienne Martin est élu comme l'un des douze délégués désignés par la corporation des négociants et armateurs.
Il corédige, avec les douze délégués et la chambre de commerce de Marseille, le cahier de doléances de la corporation. 
Il est sélectionné par le tiers-état pour faire partie des 90 électeurs qui élisent les députés définitifs. S'il ne figure pas parmi ces députés, il est toutefois membre du comité de comité chargé d'établir une correspondance avec ceux-ci.
En tant que député élu par le tiers à l'assemblée générale du tiers état, il participait de facto au conseil des trois ordres qui avait remplacé l'ancienne municipalité après les émeutes populaires des 23 et 24 mars.
Le 25 novembre, il est l'un des quatre échevins désignés pour rejoindre le conseil municipal renforcé créé par le comte de Caraman et le commissaire du roi d'André. Les échevins ne devaient pas exercer très longtemps leur fonction parce que celle-ci ne sera effective que le 1er janvier 1790 alors que l'élection d'une nouvelle municipalité conforme au décret pris le 14 décembre 1789 par l'Assemblée constituante a été fixée à la fin janvier.

#### Maire de Marseille à la Révolution
La Révolution a pour conséquence la suspension des élections du maire et de l'assesseur. Le poste reste vacant en novembre 1789. Les marseillais passent toutefois outre : représentant le parti de la Révolution, Martin est élu maire de Marseille le 28 janvier 1790 par une confortable majorité avec 3353 voix pour 4405 votants. Il refuse cette charge qu’il n’avait pas sollicitée et se retire à Avignon. Après avoir longuement hésité, il finit par accepter ce poste.
Dès son installation, la nouvelle municipalité et son maire prennent des mesures significatives d'une réelle rupture avec le passé. Une garde nationale est créée le 15 février, jour de l'ouverture du Conseil général de la commune. Elle règle également l'affaire de la Tourette en provoquant le départ du prévôt général de la maréchaussée de Provence, Sanchon de Bournissac, et en obtenant fin février la libération des prisonniers enfermés aux forts Saint-Jean et Saint-Nicolas.
Le 11 avril 1790, Martin préside la première séance de la Société patriotique des amis de la Constitution.
Dès le 31 mars, la municipalité avait repris à son compte une ancienne revendication du parti patriote et de la population marseillais concernant le renvoi des troupes royales hors de Marseille et le désarmement des forts. Peu après l'affaire du marquis d'Ambert, une partie des troupes réglées quittent la ville entre le 17 et le 21 avril. Mais ce retrait partiel calme d'autant moins les esprits qu'en plus du régiment du Vexin, qui caserne dans les forts depuis plus de deux ans, on laisse à Marseille le régiment suisse d'Ernest connu pour son attachement à la monarchie et ses méthodes « musclées ». La question ne sera résolue que par la prise et la démolition des forts marseillaise), événements qui se déroulent entre le 29 avril et le 30 mai 1790 et qui seront marqués par de violentes attaques du ministre de l'intérieur Saint-Priest et du député d'André contre les méthodes adoptées par la municipalité marseillaise et son maire pour gérer cette affaire. Bien que modéré, Martin considérait en effet plus sage dans les périodes troublées d'accorder des réformes au peuple plutôt que de recourir à des mesures coercitives susceptibles d'entraîner des excès qu'il faudrait ensuite réprimer. C'est ce même souci de l'ordre et de la tranquillité publique qui le fera prendre parti en faveur du Club dans le conflit qui opposera ce dernier au commandant de la garde nationale, Jean-François Lieutaud.
Le 14 juillet 1790, il préside en compagnie de sa femme la fête de la fédération de Marseille organisée à Marseille dans l'allégresse générale.
Martin interviendra également dans un conflit plus local qui opposa pendant plus d'un demi-siècle la corporation des pêcheurs marseillais aux pêcheurs catalans. Les Catalans ayant porté l'affaire devant le conseil général de la commune, Martin annonça le 29 juillet à cette assemblée qu'il était parvenu à un accord entre les deux communautés : les pêcheurs étrangers étrangers (c'est-à-dire les Catalans) seraient indépendants des prud'hommes de Marseille et en cas de contestation les parties devaient s'en remettre au conseil municipal.

#### Député
Il est élu le 30 août 1791 député à l'Assemblée législative par l’assemblée électorale des Bouches-du-Rhône. Ayant démissionné de son poste de maire, il est remplacé par Jean-Raymond Mourraille. À la Chambre, il siège parmi les monarchistes constitutionnels.
C'est par la faute de celui-ci que Martin perdra sa popularité auprès des patriotes marseillais. Ayant ouvert par inadvertance un courrier que l'ancien maire de Marseille avait adressé à son secrétaire, Mourraille va en communiquer le contenu aux membres de la commune. Or, dans ce courrier, Martin donnait des appréciations personnelles sur le conflit qui opposait alors le régiment suisse d'Ernest aux clubs patriotiques de Marseille et Aix, justifiant les premiers et condamnant les seconds.
Il démissionne ensuite de son mandat de député le 2 août 1792 et reprend ses activités de négociant à Reims. Ce n’est qu’après la Révolution qu’il revient à Marseille où il meurt le 6 juillet 1834.
D'après l'historien Lautard, son contemporain, il fut surnommé par Mirabeau Martin-le-Juste parce qu'il « manquait d'étoffe ».